# Elecciones presidenciales de Camerún de 2018
Las elecciones presidenciales se celebraron en Camerún el 7 de octubre de 2018. En ellas, el presidente en ejercicio Paul Biya resultó reelegido con un 71% de los votos.

## Antecedentes
En las elecciones presidenciales anteriores del 9 de octubre de 2011, el actual presidente Paul Biya fue elegido para otro mandato de siete años luego de una enmienda constitucional de 2008 que eliminó los límites de mandato, permitiendo que Biya volviera a postularse. Al entrar en las elecciones de 2018, Camerún experimentó disturbios en las partes anglófonas del país donde los separatistas han intentado crear el estado de Ambazonia. Lo peor de los disturbios se experimentó en Manyu, donde varios países occidentales emitieron avisos de viaje a sus ciudadanos. El Frente Socialdemócrata, un partido que tradicionalmente se desempeña bien en las partes de habla inglesa del país, fue vocal en sus críticas al manejo de los disturbios. Biya respondió a los disturbios declarando que le gustaría ver un progreso más rápido en las reformas de descentralización que se iniciaron en 2010 para que las regiones locales tengan más autogobierno. 

## Candidatos
- Paul Biya; presidente incumbente.[1]
- Garga Haman Adji; Dirigente de la Alianza para la Democracia y el Desarrollo.[2]
- Maurice Kamto; dirigente del Movimiento de Renacimiento del Camerún.[3]
- Cabral Libii; Periodista y profesor de derecho en la Univerisidad de Yaundé II.[4]
- Serge Espoir Matomba, concejal en la ciudad de Douala y dirigente del partido Gente Unida para la Renovación Social.[5]
- Akere Muna, candidato por ¡Ahora!.[6]
- Frankline Njifor Afanwi, candidato por el Movimiento Nacional de Ciudadanos de Camerún.[6]
- Adamou Ndam Njoya, candidato por la Unión Democrática de Camerún.[6]
- Joshua Osih; elegido candidato del Frente Socialdemócrata el 24 de febrero de 2018.[7]

### Candidaturas declinadas
- Samuel Eto'o; exfutbolista.[8]
- Dieudonné M'bala M'bala; comediante francés de ascendencia camerunesa.[9][10]
- Bernard Njonga; dirigente del partido Creer en Camerún.[11][12]
- Bernard Muna[13]

## Resultados
| Candidato                 | Candidato                 | Partido                                      | Votos     | %     |
| ------------------------- | ------------------------- | -------------------------------------------- | --------- | ----- |
|                           | Paul Biya                 | Movimiento Democrático del Pueblo Camerunés  | 2 521 934 | 71.28 |
|                           | Maurice Kamto             | Movimiento Renacentista Camerunés            | 503 384   | 14.23 |
|                           | Cabral Libii              | Universo                                     | 222 020   | 6.28  |
|                           | Joshua Osih               | Frente Socialdemócrata de Camerún            | 118 706   | 3.36  |
|                           | Adamou Ndam Njoya         | Unión Democrática de Camerún                 | 61 220    | 1.73  |
|                           | Garga Haman Adji          | Alianza por la Democracia y el Desarrollo    | 55 048    | 1.56  |
|                           | Frankline Njifor Afanwi   | Movimiento Nacional de Ciudadanos de Camerún | 23 687    | 0.67  |
|                           | Serge Espoir Matomba      | Pueblo Unido por la Renovación Social        | 19 704    | 0.56  |
|                           | Akere Muna                | ¡Ahora!                                      | 12 262    | 0.35  |
| Votos en blanco/inválidos | Votos en blanco/inválidos | Votos en blanco/inválidos                    | 52 716    | –     |
| Total                     | Total                     | Total                                        | 3 590 681 | 100   |
| Registrados/participación | Registrados/participación | Registrados/participación                    | 6 667 754 | 53.85 |
| Fuente: Camerlex          |                           |                                              |           |       |

## Consecuencias
Tras la victoria de Biya, la oposición denunció fraude electoral y los candidatos Maurice Kamto, Cabral Libii y Joshua Osih anunciaron recurso al Tribunal Constitucional.